# Georges Dumoulin (artiste)
Pour les articles homonymes, voir Georges Dumoulin (homonymie) et Dumoulin.
Georges Marcel Dumoulin, né à Vitteaux le 18 mai 1882 et mort le 30 mars 1959 à Paris, est un peintre paysagiste et verrier français.

## Biographie
Comme verrier, il obtient une mention honorable au Salon des artistes décorateurs en 1913, puis une médaille d'argent en 1921 et une médaille d'or en 1924, année où il passe en hors-concours. 
Il prend part aussi au Salon des artistes français dès 1922, au Salon des indépendants et au Salon des Tuileries et présente au Salon d'automne de 1928 les toiles Roulottes dans la neige et Port de Sauzon (Belle-Isle-en-Mer). 